# Orientación (espacio vectorial)

La orientación de la mano izquierda se muestra a la izquierda y la de la derecha a la derecha.

En matemáticas, la orientación es una noción geométrica que en dos dimensiones permite decir cuándo un giro se produce en sentido horario o antihorario, y en tres dimensiones si una figura es levógira o dextrógira. En álgebra lineal, la noción de orientación tiene sentido en una dimensión finita arbitraria. En esta configuración, la orientación de una base es un tipo de asimetría que hace que una reflexión sea imposible de replicar por medio de una rotación simple. Por lo tanto, en tres dimensiones, es imposible superponer la mano izquierda de una figura humana con la mano derecha aplicando una sola rotación, pero es posible hacerlo reflejando la figura en un espejo. Como resultado, en el Espacio euclídeo tridimensional, las dos orientaciones de bases posibles se denominan según la regla de la mano derecha e izquierda (o quiral a la derecha y quiral a la izquierda).
La orientación en un espacio vectorial real es la elección arbitraria de qué bases ordenadas están orientadas "positivamente" y qué bases están orientadas "negativamente". En el espacio euclídeo tridimensional, las bases a derecha generalmente se declaran como orientadas positivamente, pero la elección es arbitraria, ya que también se les puede asignar una orientación negativa. Un espacio vectorial con una orientación determinada se denomina espacio vectorial orientado, mientras que uno que no tiene una orientación declarada, se denomina no orientado.

## Definición
Sea V un espacio vectorial real de dimensión finita y sean b1 y b2 dos bases ordenadas de V. Es un resultado estándar en álgebra lineal que existe una única aplicación lineal A: V → V que hace corresponder a b1 con b2. Se dice que las bases b1 y b2 tienen la misma orientación (o están orientadas consistentemente) si A tiene determinante positivo; de lo contrario, tienen orientaciones opuestas. La propiedad de tener la misma orientación define una relación de equivalencia en el conjunto de todas las bases ordenadas en V. Si V no es nulo, hay exactamente dos clases de equivalencia determinadas por esta relación. Una orientación en V es la asignación de +1 a una clase de equivalencia y −1 a la otra.
Cada base ordenada pertenece a una clase de equivalencia o a otra. Por lo tanto, cualquier elección de una base ordenada privilegiada en V determina una orientación: la clase de orientación de la base privilegiada se declara positiva.
Por ejemplo, la base canónica en Rn proporciona una orientación estándar en Rn (a su vez, la orientación de la base estándar depende de la orientación de las coordenadas cartesianas en las que está construido). Cualquier elección de un isomorfismo lineal entre V y Rn proporcionará una orientación en V.
El orden de los elementos en una base es crucial. Dos bases con un orden diferente diferirán en alguna permutación. Tendrán la misma u opuesta orientación según si la signatura de esta permutación es +1 o −1. Esto se debe a que el determinante de una matriz permutación es igual a la signatura de la permutación asociada.
De manera similar, sea A una aplicación lineal no singular del espacio vectorial Rn sobre Rn. Esta aplicación se dice que conserva la orientación si su determinante es positivo. Por ejemplo, en R3 una rotación alrededor del eje cartesiano Z en un ángulo α conserva la orientación:
{\displaystyle \mathbf {A} _{1}={\begin{pmatrix}\cos \alpha &-\sin \alpha &0\\\sin \alpha &\cos \alpha &0\\0&0&1\end{pmatrix}}}
mientras que una reflexión según el plano cartesiano XY no preserva la orientación:
{\displaystyle \mathbf {A} _{2}={\begin{pmatrix}1&0&0\\0&1&0\\0&0&-1\end{pmatrix}}}

### Caso de dimensión cero
El concepto de orientación degenera en el caso de dimensión cero. Un espacio vectorial de dimensión cero tiene un solo punto, el vector cero. En consecuencia, la única base de un espacio vectorial de dimensión cero es el conjunto vacío {\displaystyle \emptyset }. Por lo tanto, existe una única clase de equivalencia de bases ordenadas, es decir, la clase {\displaystyle \{\emptyset \}} cuyo único miembro es el conjunto vacío. Esto significa que la orientación de un espacio de dimensión cero es una función
{\displaystyle \{\{\emptyset \}\}\to \{\pm 1\}.}
Por lo tanto, es posible orientar un punto de dos maneras diferentes, positiva y negativa.
Dado que solo hay una única base ordenada {\displaystyle \emptyset }, un espacio vectorial de dimensión cero es el mismo que un espacio vectorial de dimensión cero con una base ordenada. La elección de {\displaystyle \{\emptyset \}\mapsto +1} o {\displaystyle \{\emptyset \}\mapsto -1}, por lo tanto, determina una orientación de cada base de un espacio vectorial de dimensión cero. Si a todos los espacios vectoriales de dimensión cero se les asigna esta orientación, entonces, dado que todos los isomorfismos entre espacios vectoriales de dimensión cero conservan la base ordenada, también conservan la orientación. Esto es diferente del caso de los espacios vectoriales de dimensión superior, donde no hay forma de elegir una orientación para que se conserve bajo todos los isomorfismos.
Sin embargo, hay situaciones en las que es deseable dar diferentes orientaciones a diferentes puntos. Por ejemplo, considérese el teorema fundamental del cálculo como una instancia del teorema de Stokes. Un intervalo cerrado [a, b] es una variedad unidimensional, y su límite es el conjunto {a, b}. Para obtener la declaración correcta del teorema fundamental del cálculo, el punto b debe estar orientado positivamente, mientras que el punto a debe estar orientado negativamente.

### En una línea
El caso unidimensional trata de una recta, que puede recorrerse en uno de dos sentidos posibles. Hay dos orientaciones para una recta, así como hay dos orientaciones para una circunferencia. En el caso de un segmento (un subconjunto conexo de una recta), las dos orientaciones posibles dan como resultado segmentos orientados. Una superficie orientable a veces tiene la orientación seleccionada indicada por la orientación de una recta perpendicular a la superficie.

## Puntos de vista alternativos

### Álgebra multilineal
Para cualquier espacio vectorial real n-dimensional V se puede formar la késima-potencia exterior de V, denotada como ΛkV. Este es un espacio vectorial real de dimensión {\displaystyle {\tbinom {n}{k}}}. El espacio vectorial ΛnV  (llamado potencia exterior superior) tiene, por lo tanto, la dimensión 1. Es decir, ΛnV es solo una recta real. No hay una elección a priori de qué dirección en esta línea es positiva. Una orientación es solo una elección. Cualquier aplicación lineal ω no nula en ΛnV determina una orientación de V al declarar que x está en el sentido positivo cuando ω(x)> 0. Para conectarse con el punto de vista establecido para las bases, se dice que las bases orientadas positivamente son aquellas en las que ω devuelve un número positivo (ya que ω es una n-forma se puede evaluar en un conjunto ordenado de n vectores, dando un elemento de R). La forma ω se llama una forma de orientación. Si {ei} es una base privilegiada de V y {ei∗} es la base dual, entonces la forma de orientación que da la orientación estándar es e1∗ ∧ e2∗ ∧ … ∧ en∗.
La conexión de esto con el punto de vista del determinante es: el determinante de un endomorfismo {\displaystyle T\colon V\to V} se puede interpretar como la acción inducida por una potencia exterior superior.

### Teoría de grupos de Lie
Sea B el conjunto de todas las bases ordenadas de V. El grupo lineal general GL (V) actúa libre y transitivamente en B (en un lenguaje más formal, B es un GL (V)-torsor). Esto significa que como variedad, B es un homeomorfismo (no canónico) GL (V). Téngase en cuenta que el grupo GL(V) no es conexo, sino que tiene dos componentes conectados según si el determinante de la transformación es positivo o negativo (excepto para GL0, que es el grupo trivial y, por lo tanto, tiene un único componente conectado; esto corresponde a la orientación canónica en un espacio vectorial de dimensión cero). El componente identidad de GL(V) se denota GL+(V) y consiste en las transformaciones con determinante positivo. La acción de GL(V) en B es no transitiva: hay dos órbitas que corresponden a los componentes conectados de B. Estas órbitas son precisamente las clases de equivalencia mencionadas anteriormente. Como B no tiene un elemento distinguido (es decir, una base privilegiada), no existe una elección natural de qué componente es positivo. Esto contrasta con GL(V), que tiene un componente privilegiado: el componente de la identidad. Una elección específica de homeomorfismo entre B y GL(V) es equivalente a una elección de una base privilegiada y, por lo tanto, determina una orientación.
Más formalmente: {\displaystyle \pi _{0}(\operatorname {GL} (V))=(\operatorname {GL} (V)/\operatorname {GL} ^{+}(V)=\{\pm 1\}},
y la variedad de Stiefel de n: marcos en {\displaystyle V} son un {\displaystyle \operatorname {GL} (V)}-torsor, por lo que {\displaystyle V_{n}(V)/\operatorname {GL} ^{+}(V)} es un torsor sobre {\displaystyle \{\pm 1\}}, es decir, sus 2 puntos, y la elección de uno de ellos conlleva una orientación.

### Álgebra geométrica

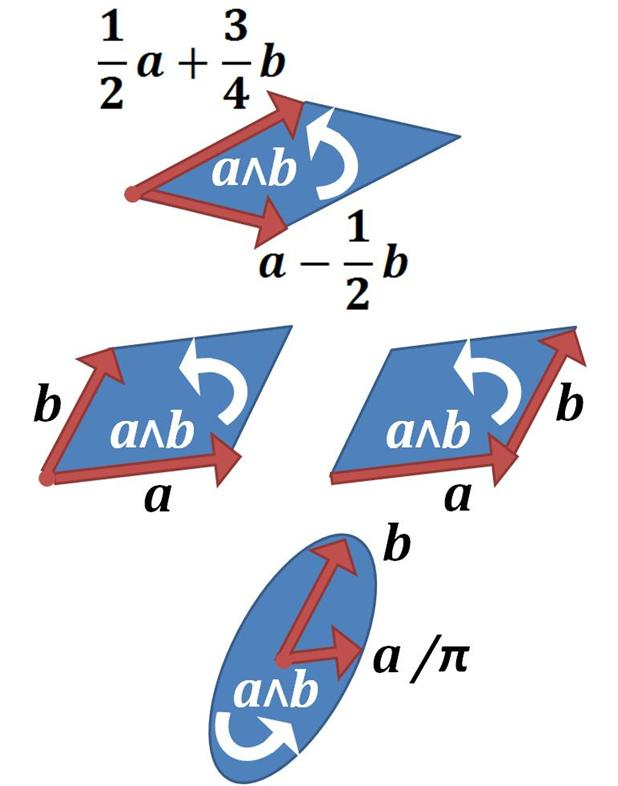
Segmentos del plano paralelo con la misma posición, magnitud y orientación, todos correspondientes al mismo bivector a ∧ b.

Los diversos objetos del álgebra geométrica poseen tres atributos o características: posición, orientación y magnitud.
Por ejemplo, un vector tiene una posición dada por una línea recta paralela a él, una orientación dada por su sentido (a menudo indicado por una punta de flecha) y una magnitud dada por su longitud. De manera similar, un bivector en tres dimensiones tiene una posición dada por la familia de planos asociada (posiblemente especificada por una recta normal común a estos planos), una orientación (a veces indicada por una flecha curva en el plano) que indica una elección del sentido de recorrido de su límite (su circulación), y una magnitud dada por el área del paralelogramo definido por sus dos vectores.

## Orientación en variedades
Cada punto p en una variedad n-dimensional diferenciable posee un espacio tangente TpM que es un espacio vectorial real n-dimensional. A cada uno de estos espacios vectoriales se le puede asignar una orientación. Algunas orientaciones "varían suavemente" de punto a punto. Debido a ciertas restricciones topológicas, esto no siempre es posible. Se dice que una variedad que admite una elección suave de orientaciones para sus espacios tangentes es orientable.